# Данута (брониран влак)
Вижте пояснителната страница за други значения на Данута.
Брониран влак № 11 „Данута" или само Данута (на полски: Pociąg pancerny Nr 11 „Danuta”) е полски брониран влак, използван по време на германското нападение над Полша в началото на Втората световна война.

## История
Данута е построен в Познан през 1919 г. През август 1920 г. участва във Варшавската битка в състава на Първа полска армия. Както повечето полски влакове по това време, Данута е модернизиран в края на 30-те, получавайки локомотив тип Ti3 и допълнително снаряжение, включително AA картечници.

### Втора световна война
След мобилизирането на Полската армия през 1939 г., Данута е причислен към Армията на Познан. В първите дни на войната Данута поддържа полската пехота. На 4 септември влакът е бомбардиран от Луфтвафе, но получава само леки щети. След това Данута участва в Бзурската битка, като на 16 септември е тежко ударен от германската артилерия. Тежкото състояние на влака и изчерпващите му се муниции карат неговия командир кап. Коробович да нареди да бъде взривен, за да не бъде пленен от германската армия.